# Jiang Nan (Literat)
Jiang Nan (chinesisch 姜南, Pinyin Jiāng Nán, W.-G. Chiang Nan) war ein chinesischer Literat zur Zeit der Ming-Dynastie. Er stammte aus Renhe in Zhejiang. Viele seiner Werke sind in dem Congshu Yihai zhuchen 艺海珠尘 enthalten, aber auch in anderen chinesischen Kollektaneen.

## Werke
(HYDZD-Bibliographie 2053–2063)
- Hulizi bitan 瓠里子笔谈
- Bancun yeren xiantan 半村野人闲谈
- Touweng suibi 投瓮随笔
- Baopu jianji 抱璞简记
- Xuepu yuli 学圃余力
- Moshe qianbo 墨畲钱镈
- Xianyan xinlu 洗砚新录
- Da bin ru yu 大宾辱语
- Rongtang jiwen 蓉塘记闻
- Kouhang pingshi 叩航凭试
- Chuozhu ji 辍筑记 (Shuofu xu 说郛续)